# 八川站
八川站（日语：／ Yakawa eki */?）是位於島根縣仁多郡奧出雲町八川，西日本旅客鐵道（JR西日本）木次線的車站。車站愛稱為「腳摩乳」。

## 歷史
- 1934年（昭和9年）11月20日 - 木次線出雲三成站至此站之間開通，此站啟用。
  - 當時車站地址為島根縣仁多郡八川村八川。
- 1937年（昭和12年）12月12日 - 木次線此站至備後落合站之間開通。
- 1957年（昭和32年）9月20日 - 隨著斐上町（日语：横田町）成立，車站地址變為島根縣仁多郡斐上町八川。
- 1958年（昭和33年）11月1日 - 斐上町改名為橫田町（日语：横田町）（第二次），車站地址變為島根縣仁多郡橫田町八川。
- 1971年（昭和46年）10月1日 - 國鐵職員停止發售車票，暫停處理手提小行李[1]。
- 1987年（昭和62年）4月1日 - 伴隨國鐵分割民營化，車站由西日本旅客鐵道（JR西日本）營運。
- 2005年（平成17年）3月31日 - 隨著奧出雲町成立，車站地址變為島根縣仁多郡奧出雲町八川。

## 車站構造

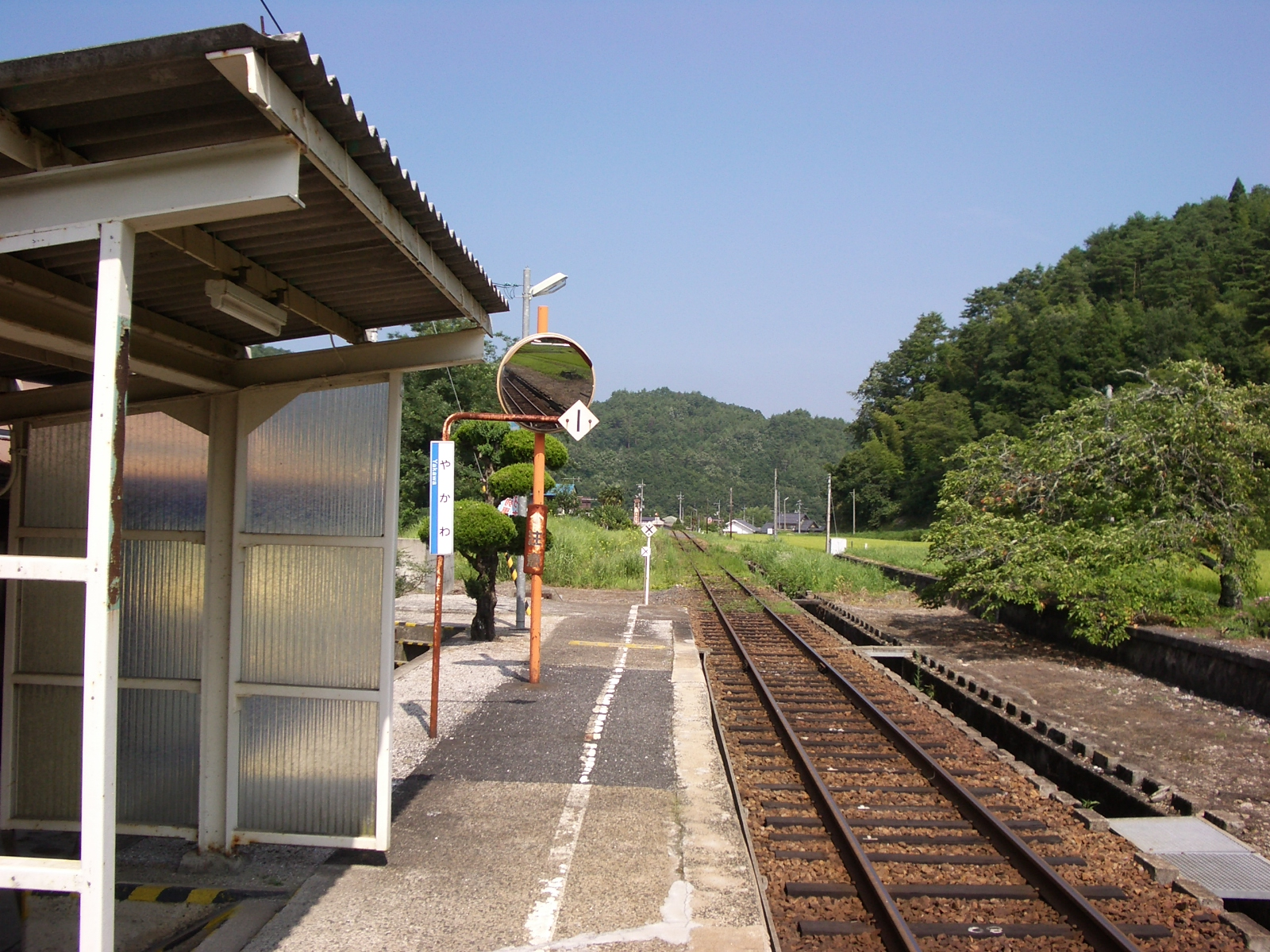
月台（2005年8月4日）

車站是一座地面車站，設有1面1線的單式月台。前往備後落合方向的列車會開啟右邊車門。曾經此站設有2面2線的相對式月台，現時舊2號月台已經撤走。此站是由木次鐵道部管理的簡易委託車站。

## 車站周邊
車站與國道314號之間設有島根縣道218號八川停車場線連接兩處。站前設有「八川蕎麥」的蕎麥麵店。乘客可在列車內預先致電給該蕎麥麵店預約出雲蕎麥麵。

## 使用狀況
根據「島根縣統計書」，以下為近年一日平均乘車人次列表。在1994年度的一日平均乘車人次為34人，1984年度年度的一日平均乘車人次為42人。
| 乘車人次變化 | 乘車人次變化 |
| 年度         | 1日平均人次  |
| ------------ | ------------ |
| 1981         | 24           |
| 1984         | 42           |
| 1994         | 34           |
|              |              |
| 1999         | 16           |
| 2000         | 4            |
| 2001         | 2            |
| 2002         | 2            |
| 2003         | 2            |
| 2004         | 1            |
| 2005         | 1            |
| 2006         | 1            |
| 2007         | 2            |
| 2008         | 1            |
| 2009         | 1            |
| 2010         | 1            |
| 2011         | 0            |
| 2012         | 0            |
| 2013         | 1            |
| 2014         | 0            |
| 2015         | 0            |
| 2016         | 0            |
| 2017         | 0            |
| 2018         | 0            |

## 其他
電影《砂之器》（1974年）於此站取景，車站大樓被用作為龜嵩站（月台於出雲八代站取景）。

## 相鄰車站
西日本旅客鐵道
 木次線
出雲橫田－八川－出雲坂根

## 注腳
1. ↑  「合理化にゆらぐ木次線 道路整備が客足奪う 過疎が追い打ちをかける」《中國新聞》昭和46年8月25日島根版 8面
2. ↑  島根縣統計書

## 外部連結
- 八川｜車站資訊：JR出門網 - 西日本旅客鐵道（日語）